# Đào Sùng Nhạc
Đào Sùng Nhạc là hữu thị lang thời Lê sơ, đậu tiến sĩ năm 1490.

## Thân thế
Đào Sùng Nhạc là người Nhật Chiêu, huyện Bạch Hạc (Phú Thọ).

## Sự nghiệp
Ông đỗ đồng tiến sĩ khoa Canh Tuất niên hiệu Hồng Đức năm 1490. Đào Sùng Nhạc làm quan đến chức hữu thị lang, tước Phú Xuyên bá (có nguồn cho là Vũ Xuân bá). Ông chết khi đánh trận vào năm Quang Thiệu.

## Nhận định
Trong Lịch triều hiến chương loại chí, Phan Huy Chú có viết một mục về ông tại phần "Bề tôi tiết nghĩa" thuộc Nhân vật chí. Theo Lịch triều hiến chương loại chí, ông được đánh giá là có tiết nghĩa.